# Orune
Orune är en ort och kommun i provinsen Nuoro i regionen Sardinien i Italien. Kommunen hade 2 320 invånare (2017).